# 867
| [ Edytuj tabelę ]          |                                                              |
| Król Anglii                | - 866 Ethelred I 871                                         |
| Hrabia Aragonii            | - 844 Galindo I Aznárez 867 - 867 Aznar II Galíndez 893      |
| Hrabia Barcelony           | - 865 Bernard z Gocji 878                                    |
| Cesarz Bizancjum           | - 842 Michał III Metystes 867 - 867 Bazyli I Macedończyk 886 |
| Chan Bułgarii              | - 852 Borys I Michał 889                                     |
| Cesarz Chin                | - 859 Tang Yizong 873                                        |
| Książę Czech               | - 850 Gościwit 870                                           |
| Król Franków wschodnich    | - 855 Ludwik II Niemiecki 875                                |
| Król Franków zachodnich    | - 843 Karol II Łysy 877                                      |
| Cesarz Japonii             | - 858 Seiwa 876                                              |
| Kalif                      | - 866 Al-Mu’tazz 869                                         |
| Król Khmerów               | - 850 Dżajawarman III 877                                    |
| Patriarcha Konstantynopola | - 858 Focjusz I Wielki 867 - 867 Ignacy I 877                |
| Król Leónu                 | - 866 Alfons III Wielki 910                                  |
| Król Mercji                | - 852 Burgred 874                                            |
| Król Nawarry               | - 851 García Íñiguez 880                                     |
| Król Nortumbrii            | - 863 Ella 867                                               |
| Papież                     | - 858 Mikołaj I 867 - 867 Hadrian II 872                     |
| Cesarz rzymski             | - 850 Ludwik II 875                                          |
| Książę Saksonii            | - 866 Bruno 880                                              |
| Król Szkocji               | - 862 Konstantyn I 877                                       |
| Doża Wenecji               | - 864 Orso I Partecipazio 881                                |
| Książę wielkomorawski      | - 846 Rościsław 870                                          |

Rok 867 / DCCCLXVII
stulecia: VIII wiek ~
IX wiek ~
X wiek

lata: 857 «
862 «
863 «
864 «
865 «
866 «
867
» 868
» 869
» 870
» 871
» 872
» 877

## Wydarzenia
- 23 września – Bazyli I Macedończyk, współregent bizantyński zamordował Michała III i zasiadł na tronie cesarskim. Dał on początek dynastii macedońskiej.
- 14 grudnia – Hadrian II został papieżem.
- Z inicjatywy patriarchy Konstantynopola, Focjusza I Wielkiego, zostały zerwane związki między Kościołem Wschodnim i Zachodnim (tzw. Schizma Focjusza).
- Normanowie zdobyli York.

## Urodzili się
- Luohan Guichen – chiński mistrz chan (zm. 928)
- 5 maja – Uda, cesarz Japonii

## Zmarli
- 21 marca – Ella z Nortumbrii, władca anglosaskiego królestwa Nortumbrii (ur. ?)
- 23 lub 24 września – Michał III Metystes, cesarz bizantyjski od 842, ostatni z dynastii amoryjskiej (ur. ok. 839)
- 13 listopada – Mikołaj I, papież, święty (ur. ok. 820)
- data dzienna nieznana:
  - Galindo I Aznárez, hrabia Aragonii (ur. ?)